# Presles-en-Brie
Presles-en-Brie és un municipi francès, situat al departament de Sena i Marne i a la regió de Illa de França. L'any 2007 tenia 2.067 habitants.
Forma part del cantó de Fontenay-Trésigny, del districte de Provins i de la Comunitat de comunes de Val Briard.

## Demografia

### Població
El 2007 la població de fet de Presles-en-Brie era de 2.067 persones. Hi havia 727 famílies, de les quals 117 eren unipersonals (54 homes vivint sols i 63 dones vivint soles), 209 parelles sense fills, 368 parelles amb fills i 33 famílies monoparentals amb fills.
La població ha evolucionat segons el següent gràfic:
Habitants censats

### Habitatges
El 2007 hi havia 771 habitatges, 724 eren l'habitatge principal de la família, 22 eren segones residències i 25 estaven desocupats. 666 eren cases i 103 eren apartaments. Dels 724 habitatges principals, 583 estaven ocupats pels seus propietaris, 120 estaven llogats i ocupats pels llogaters i 21 estaven cedits a títol gratuït; 19 tenien una cambra, 42 en tenien dues, 69 en tenien tres, 194 en tenien quatre i 401 en tenien cinc o més. 662 habitatges disposaven pel capbaix d'una plaça de pàrquing. A 305 habitatges hi havia un automòbil i a 377 n'hi havia dos o més.

### Piràmide de població
La piràmide de població per edats i sexe el 2009 era:
| Homes | Edats   | Dones |
| ----- | ------- | ----- |
| 0     | 95 o +  | 0     |
| 0     | 90 a 94 | 0     |
| 0     | 85 a 89 | 12    |
| 4     | 80 a 84 | 4     |
| 12    | 75 a 79 | 16    |
| 16    | 70 a 74 | 16    |
| 8     | 65 a 69 | 8     |
| 28    | 60 a 64 | 44    |
| 72    | 55 a 59 | 36    |
| 64    | 50 a 54 | 76    |
| 80    | 45 a 49 | 76    |
| 84    | 40 a 44 | 76    |
| 68    | 35 a 39 | 84    |
| 56    | 30 a 34 | 64    |
| 76    | 25 a 29 | 52    |
| 48    | 20 a 24 | 52    |
| 41    | 15 a 19 | 88    |
| 72    | 10 a 14 | 60    |
| 20    | 5 a 9   | 60    |
| 28    | 0 a 4   | 52    |

## Economia
El 2007 la població en edat de treballar era de 1.462 persones, 1.121 eren actives i 341 eren inactives. De les 1.121 persones actives 1.047 estaven ocupades (554 homes i 493 dones) i 74 estaven aturades (29 homes i 45 dones). De les 341 persones inactives 97 estaven jubilades, 165 estaven estudiant i 79 estaven classificades com a «altres inactius».

### Ingressos
El 2009 a Presles-en-Brie hi havia 742 unitats fiscals que integraven 2.140 persones, la mediana anual d'ingressos fiscals per persona era de 23.402 €.

### Activitats econòmiques
Dels 81 establiments que hi havia el 2007, 4 eren d'empreses extractives, 1 d'una empresa alimentària, 1 d'una empresa de fabricació de material elèctric, 8 d'empreses de fabricació d'altres productes industrials, 13 d'empreses de construcció, 21 d'empreses de comerç i reparació d'automòbils, 3 d'empreses de transport, 2 d'empreses d'hostatgeria i restauració, 5 d'empreses d'informació i comunicació, 1 d'una empresa financera, 4 d'empreses immobiliàries, 12 d'empreses de serveis, 2 d'entitats de l'administració pública i 4 d'empreses classificades com a «altres activitats de serveis».
Dels 19 establiments de servei als particulars que hi havia el 2009, 4 eren tallers de reparació d'automòbils i de material agrícola, 2 fusteries, 6 lampisteries, 3 electricistes, 2 perruqueries i 2 restaurants.
L'únic establiment comercial que hi havia el 2009 era una perfumeria.
L'any 2000 a Presles-en-Brie hi havia 8 explotacions agrícoles.

## Equipaments sanitaris i escolars
El 2009 hi havia 1 escola maternal i 1 escola elemental.

## Poblacions més properes
El següent diagrama mostra les poblacions més properes.